# Александрос Ніколопулос
Александрос Ніколопулос (грец. Αλέξανδρος Νικολόπουλος, 1875, Месіні — ?) —  грецький важкоатлет, бронзовий призер літніх Олімпійських ігор 1896 в Афінах.
Ніколопулос брав участь тільки в поштовху однією рукою. Він підняв однакову вагу 40 кг разом зі своїм співвітчизників Сотіріосом Версісом, але в додатковій спробі він підняв 57 кг, а Версіс не зміг покращити свій результат. Ніколопулос посів третє місце, виборовши бронзову медаль.